# Verena Schweers
Verena Schweers (nacida Verena Faißt) (Ettenheim, Alemania Occidental; 22 de mayo de 1989) es una exfutbolista alemana. Fue internacional con la selección de Alemania del 2010 al 2019.

## Clubes
| Club             | País     | Año         |
| ---------------- | -------- | ----------- |
| SC Friburgo      | Alemania | 2006 - 2010 |
| VfL Wolfsburgo   | Alemania | 2010 - 2016 |
| FC Bayern Múnich | Alemania | 2016 - 2020 |

## Títulos

### Campeonatos nacionales
| Título                              | Club           | País     | Temporada   |
| ----------------------------------- | -------------- | -------- | ----------- |
| Bundesliga                          | VfL Wolfsburgo | Alemania | 2012 - 2013 |
| Bundesliga                          | VfL Wolfsburgo | Alemania | 2013 - 2014 |
| Copa de fútbol femenino de Alemania | VfL Wolfsburgo | Alemania | 2013        |
| Copa de fútbol femenino de Alemania | VfL Wolfsburgo | Alemania | 2015        |
| Copa de fútbol femenino de Alemania | VfL Wolfsburgo | Alemania | 2016        |

### Campeonatos internacionales
| Título                                | Equipo         | Sede final | Año         |
| ------------------------------------- | -------------- | ---------- | ----------- |
| Liga de Campeones Femenina de la UEFA | VfL Wolfsburgo | Inglaterra | 2012 - 2013 |
| Liga de Campeones Femenina de la UEFA | VfL Wolfsburgo | Portugal   | 2013 - 2014 |